# Supersólido
En física de la materia condensada, un supersólido es un material ordenado espacialmente con propiedades de un superfluido. Desde los años 60 se ha hipotetizado que el helio-4 puede crear un supersólido. En 2017, varios experimentos que utilizaron condensados de Bose-Einstein proporcionaron una prueba definitiva de la existencia de este estado. Las condiciones generales necesarias para que surja el estado supersólido en una determinada sustancia son un tema de investigación actualmente.

## Antecedentes
El estado supersólido es un estado cuántico especial de la materia donde las partículas forman una estructura rígida ordenada espacialmente, pero también fluyen con viscosidad cero. Esto contradice la intuición de que el flujo, y en particular el flujo superfluido con viscosidad cero, es una propiedad exclusiva del estado del fluido , por ejemplo, fluidos superconductores de electrones y neutrones, gases con condensados de Bose-Einstein o líquidos no convencionales como el helio-4 o helio-3 a temperaturas lo suficientemente bajas. Por lo tanto, durante más de 50 años no estuvo claro si el estado supersólido podía existir.

## Experimentos usando helio
Si bien varios experimentos arrojaron resultados negativos, en los años 80, John Goodkind descubrió la primera anomalía en un sólido mediante el uso de ultrasonidos. Inspirados por su observación, en 2004 Eun-Seong Kim y Moses Chan de la Universidad Estatal de Pensilvania vieron fenómenos que interpretaron como un comportamiento supersólido. Específicamente, observaron un momento de inercia rotacional no clásico de un oscilador de torsión. Esta observación no pudo ser explicada por los modelos clásicos, pero fue consistente con el comportamiento de superfluido de un pequeño porcentaje de átomos de helio contenidos dentro del oscilador
Esta observación dio pie a una gran cantidad de estudios relacionados para revelar el papel que juegan los defectos de los cristales o las impurezas del helio-3. Sin embargo, resultados de experimentos adicionales han puesto en duda la existencia de un verdadero supersólido en helio. Aún más importante, se demostró que los fenómenos observados podían explicarse, en gran medida, debido a cambios en las propiedades elásticas del helio. En 2012, Chan repitió sus experimentos originales con un equipo nuevo que fue diseñado para eliminar tales errores. En este experimento, Chan y sus coautores no encontraron evidencia de un supersólido.

## Experimentos usando gases cuánticos ultra-fríos
En 2017, dos grupos de investigación de ETH Zurich y del MIT informaron sobre la creación de un gas cuántico ultra-frío con propiedades supersólidas. El grupo de Zúrich colocó un condensado de Bose-Einstein dentro de dos resonadores ópticos, que aumentaron las interacciones atómicas hasta que comenzaron a cristalizar espontáneamente y formar un sólido que mantiene la superfluidez inherente de los condensados de Bose-Einstein. Esta configuración da cuenta de una forma especial de un supersólido, el llamado supersólido de celosía, donde los átomos se fijan a los sitios de una estructura de celosía impuesta externamente. El grupo del MIT expuso un condensado de Bose-Einstein en un potencial de doble pozo a haces de luz que crearon un acoplamiento de órbita-espín. La interferencia entre los átomos en los dos sitios de retícula acoplados en órbita de espín dio lugar a una modulación de densidad característica
En el 2019, tres grupos de Stuttgart, Florencia e Innsbruck observaron propiedades supersólidas en condensados dipolares de Bose-Einstein formados a partir de átomos de lantánidos. En estos sistemas, la supersolidez surge directamente de las interacciones atómicas, sin necesidad de una celosía óptica externa. Esto facilitó también la observación directa del flujo superfluido y, por lo tanto, la prueba definitiva de la existencia del estado supersólido de la materia.

## Teoría
La mayoría de las teorías que describen este estado, suponen que las vacantes (sitios vacíos normalmente ocupados por partículas en un cristal ideal) conducen a la supersolidez. Estas vacantes son causadas por la energía del punto cero, lo que también hace que se muevan de un sitio a otro en como ondas. Debido a que las vacantes son bosones, si tales nubes de vacantes pueden existir a temperaturas extremadamente bajas, entonces podría producirse una condensación de vacantes de Bose-Einstein a temperaturas a unas pocas décimas de K. Un flujo coherente de vacantes equivale a un "superflujo" (flujo sin fricción) de partículas en la dirección opuesta. A pesar de la presencia de las vacantes de gas, la estructura ordenada de un cristal se mantiene, aunque con una partícula menos, en promedio, en cada espacio de la celosía. Alternativamente, un supersólido también puede surgir de un superfluido. En esta situación, que existe en los experimentos con condensados atómicos de Bose-Einstein, la estructura espacialmente ordenada es una modulación en la parte superior de la distribución de densidad de superfluidos.